# Довге (Бердянський район)
До́вге (Контеніусфельд, Сарматове, Заметова) — село в Україні, у Чернігівській селищній громаді Бердянського району Запорізької області. Населення становить 560 осіб (1 січня 2015).
Село тимчасово окуповане російськими військами 24 лютого 2022 року.

## Географія
Село Довге розташоване на лівому березі річки Курушан, нижче за течією на відстані 3 км розташоване село Мокрий Став. Річка в цьому місці пересихає, на ній зроблено кілька загат. Відстань до обласного центру — 138 км, районного центру — 83 км, смт Чернігівка — 13 км.

## Історія
Село засноване 1828 року німцями-менонітами під первинною назвою Шпарау, переселенцями із Західної Прусії, тоді оселилося 28 сімей. Через два роки з тієї ж місцевості прибуло ще 8 сімей. До 1871 року село входило до складу  Молочанського менонітського округу Бердянського повіту. Шпарау означає трикутник — таку форму мало село. Великою проблемою для поселян стало добування води. Колодязі були 25–40 м і вода була солона. У 1830 році на відстані 1 км від села вирили колодязь із питною водою, яку качали за допомогою механічного пристрою. Заняття жителів було традиційним — скотарство, землеробство й садівництво. Попри негаразди, колонія розвивалася, з перших років було збудовано чотирирічну школу. Маючи наділи по 65 десятин землі, вміло господарюючи, колоністи мали прибутки, з'являються будинки з цегли, криті черепицею, інші капітальні будівлі. У 1848 році це було добре облаштоване й привабливе на вигляд село. На півдні села посаджено 17 десятин лісу (113334 дерева). Село стало другим за кількістю господарств у колонії Молочна. У 1887 році в 80 дворах проживало 455 жителів. У 1905 році на західній частині села збудовано церкву менонітів Бретрен. При церкві був хор. У 1908 році в селі проживало 815 жителів, працював вітровий та моторний млин, а також було підприємство по будівництву вітряних млинів і молотарок. 
7 (20) листопада 1917 року, відповідно до Третього Універсалу Української Центральної Ради, увійшло до складу Української Народної Республіки.
У період революції та громадянської війни було страчено червоними та махновцями 18 членів самооборони, господарства занепали. З села емігрувало 30 сімей. У період колективізації розорено найкращі господарства: 14 сімей і закрито та зруйновано церкву. У 1930 році утворено колгосп. Під час сталінських репресій у селі репресовано 57 жителів — всі вони були розстріляні або померли в таборах. У селі було побудовано клуб, ясла, контору, крамниця. До 1936 році в селі побудовано семирічну школу.

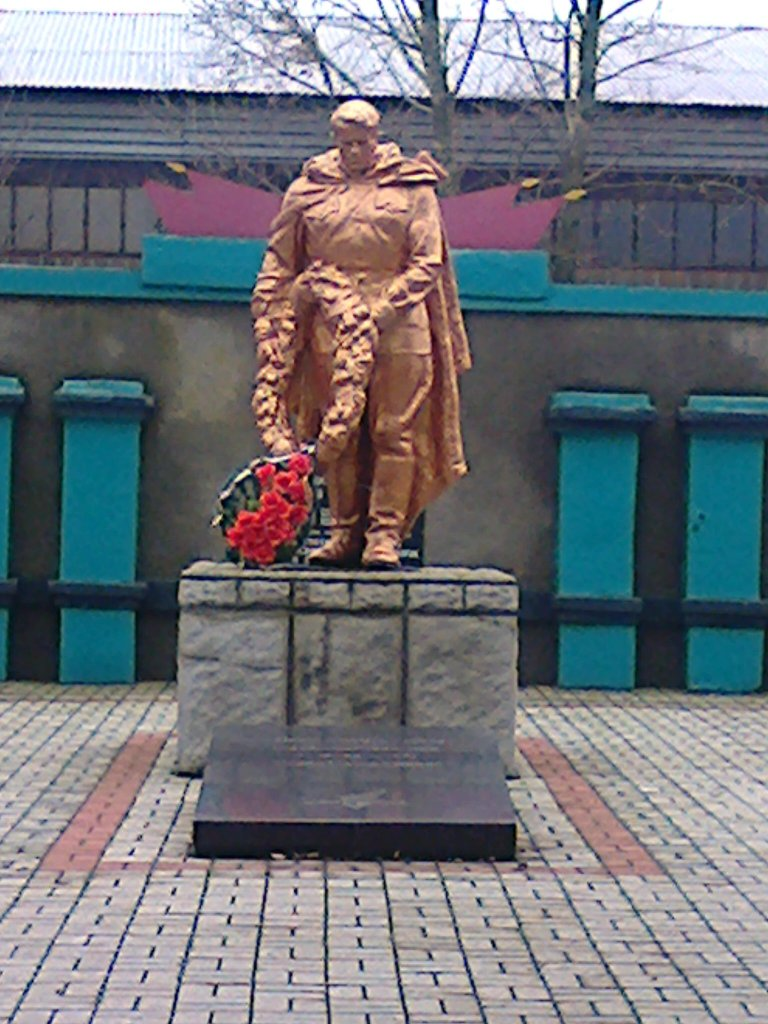
Братська могила радянських військовиків у селі Довге

4 вересня 1941 року, з початком бойових дій, було репресоване все чоловіче німецьке населення віком від 16 до 60 років. Під час відступу гітлерівці забрали з собою все німецьке населення, а село спалили.
У 1943 році село отримало назву Зелений Гай і статус хутора (до 1954 року). У 1946 році до села переселено 12 родин із Закерзоння, більшість з них потім швидко виїхали. У 1951 році на хутір переселено ще 10 сімей із Чернігівської області, частина з них пізніше виїхала. Для переселенців будувалися будинки. У 1953 році до хутора переселені нові жителі з Чернівецької області. У 1946 році відновлена робота початкової школи, яку у 1959 році реорганізовано у неповну середню.
У 1960 році перейменоване в село Довге. У селі зведені бройлерну ферму, ряд корівників. З 1977 року в селі працювало Чернігівське міжколгоспне об'єднання, яке займалось птахівництвом та тваринництвом. 
У 2001 році в селі у 221 будинках проживало 601 особа, працює неповна середня школа, клуб, бібліотека, відділення зв'язку, фельдшерсько-акушерский пункт, декілька крамниць. На території села працює СВК «Світанок», декілька фермерських та селянських господарств.
31 жовтня 2016 року Просторівська сільська рада, в ході децентралізації  увійшла до складу Чернігівської селищної громади.
12 червня 2020 року, відповідно до Розпорядження Кабінету Міністрів України від  № 713-р «Про визначення адміністративних центрів та затвердження територій територіальних громад Запорізької області», увійшло до складу Чернігівської селищної громади.
17 липня 2020 року після ліквідації Чернігівського району село увійшло до Бердянського району.

## Населення
за даними перепису 2001 року населення становило 601 особа.

## Мова
| українська мова | російська |
| --------------- | --------- |
| 96.67 %         | 3.33 %    |

## Економіка
- «Світанок», сільськогосподарський ПК.

## Об'єкти соціальної сфери
- Школа I—II ступеня.
- Дитячий дошкільний навчальний заклад.

## Особистість
В селі народився:
- Єременко Микола Миколайович (1956р.н.) — український історик.